# غانغليوزيد

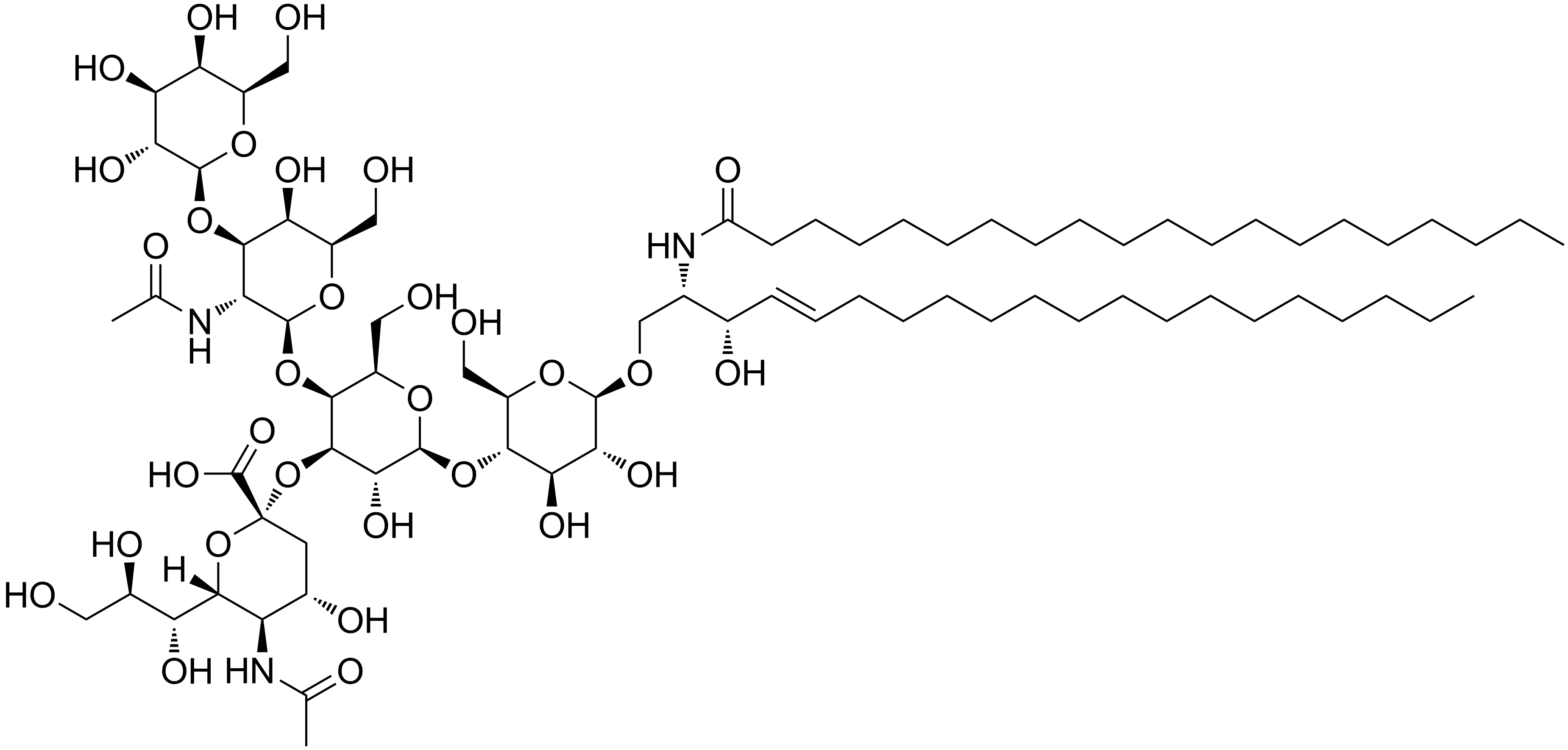
تركيب الغانغليوزيد (GM1)

الغانغليوزيد (بالإنجليزية: Ganglioside)‏ هو جزيء يتكون من جلايكوسفينغوليبيد (بالإنجليزية: glycosphingolipid)‏ 1 مع واحد أو أكثر من الأحماض السياليك (على سبيل المثال، حمض أسيتيلنورامينيك، نانا) مرتبطة على سلسلة السكر. نيوناك، وهو مشتق مؤسيل من حمض السياليك الكربوهيدراتي، يجعل مجموعات الرأس من غانغليوزيد أنيوني في درجة الحموضة 7، والذي يميزها عن غلوبوسيدس (globosides).
استخدم اسم غانغليوسيد لأول مرة من قبل العالم الألماني إرنست كلينك في عام 1942، حيث طبّقه على الدهون المعزولة حديثا من خلايا العقدة في الدماغ. حيث يوجد هناك أكثر من 60 غانغليوزيد معروفة، والتي تختلف عن بعضها البعض - في المقام الأول - في مكان وعدد  بقايا النانا. وهو مكون من غشاء البلازما للخلية الذي ينظم أحداث نقل إشارة الخلية، ويبدو أن التركيز في الطوافات الدهنية (الليبد رافت) [بحاجة لمصدر].
في الآونة الأخيرة، تم التوصل إلى أن الغانغليوزيدس تعد جزيئات هامة للغاية في علم المناعة. وتعتبر الغانغليوزيدات الطبيعية وشبه الاصطناعية علاجات ممكنة للاضطرابات العصبية.
توجد وتتركز الغانغليوزيدات على أسطح الخلايا، مع اثنين من سلاسل الهيدروكربون من شاردة السيراميد وتكون مضمنة في غشاء البلازما، وأما السكريات قليلة التعدد فتقع على السطح خارج الخلية، حيث أنها تقدم نقاط التعرف للجزيئات خارج الخلية أو لأسطح الخلايا المجاورة. في الغالب تتواجد الغانغليوزيدات في الجهاز العصبي حيث تشكل 6٪ من جميع الدهون الفوسفورية.

## الوظيفة
مجموعات السكريات قليلة التعدد على غانغليوزيدات تمتد إلى ما هو أبعد من أسطح أغشية الخلايا، وتعمل كعلامات تمييز للسطح التي يمكن أن تكون بمثابة محددات خاصة في التعرف الخلوي والاتصالات من خلية إلى خلية. هذه المجموعات الكاربوهيدرية الرأس تكون أيضا بمثابة مستقبلات محددة لبعض هرمونات الغدة النخامية وبعض السموم البروتينية البكتيرية مثل سموم الكوليرا.
وظائف الغانغليوزيدات كمحددات خاصة تشير إلى دورها الهام في نمو وتمايز الأنسجة وكذلك هو الحال في المسرطنات. وقد تبين أن عملية تشكل الورم يمكن أن تسبب في توليف مكمل جديد من الغانغليوزيد، وتركيزات منخفضة جدا من الغانغليوزيد يمكن أن تحفز التمايز لخلايا الورم العصبية المزروعة مخبريا.

## أشهر أنواع الغانغليوزيدات

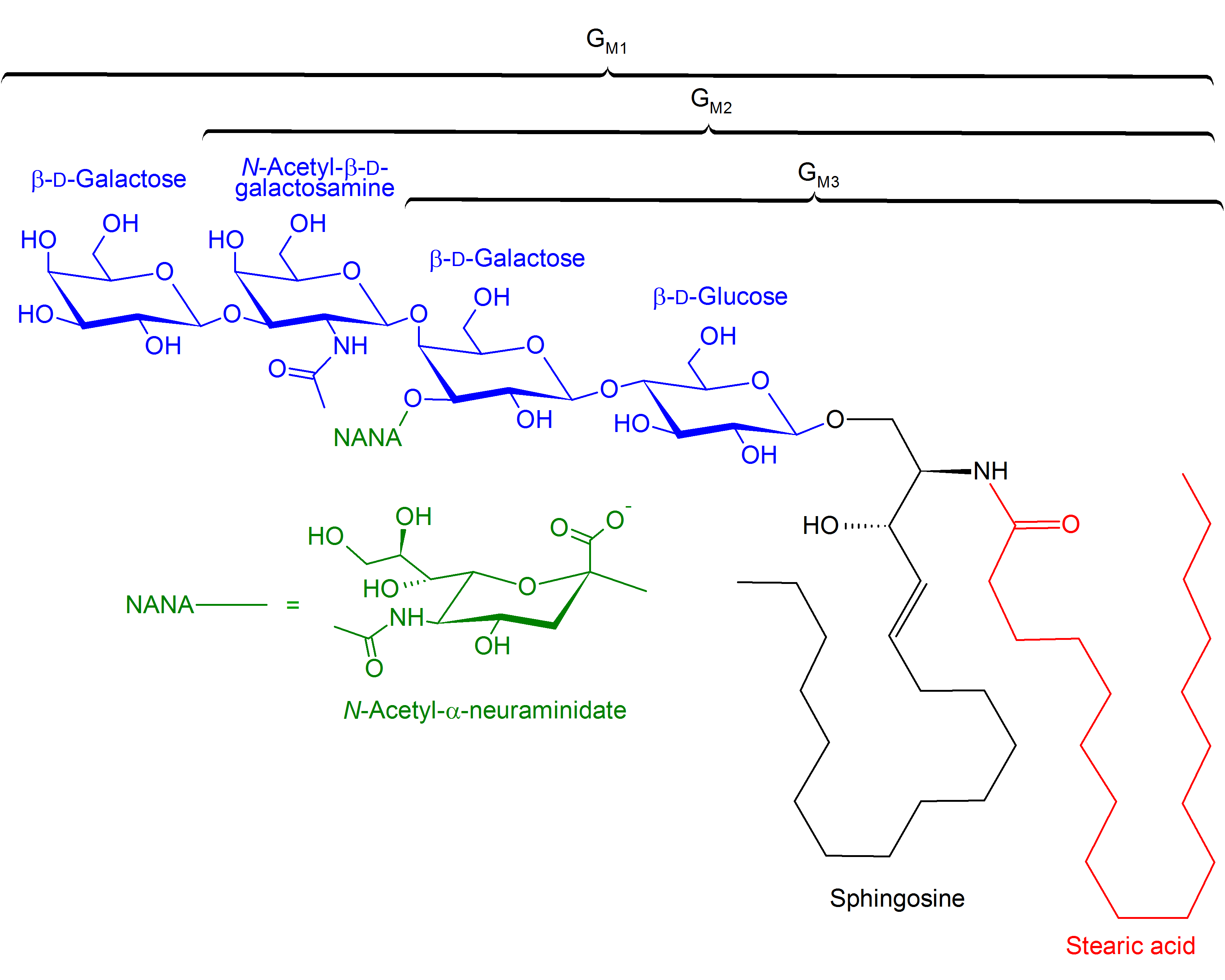
تركيب الغانغليوزيدات (GM1, GM2, GM3)

- (One NANA ("M"
  - GM1
  - GM2
  - GM3
- (Two NANAs ("D"
  - GD1a
  - GD1b
  - GD2
  - GD3
- (Three NANAs ("T"
  - GT1b
  - GT3
- (Four NANAs ("Q"
  - GQ1

### تركيب الغانغليوزيدات الشائعة
GM2-1 = aNeu5Ac(2-3)bDGalp(1-?)bDGalNAc(1-?)bDGalNAc(1-?)bDGlcp(1-1)Cer
GM3 = aNeu5Ac(2-3)bDGalp(1-4)bDGlcp(1-1)Cer
GM2,GM2a(?) = N-Acetyl-D-galactose-beta-1,4-[N-Acetylneuraminidate- alpha-2,3-]-Galactose-beta-1,4-glucose-alpha-ceramide GM2b(?) = aNeu5Ac(2-8)aNeu5Ac(2-3)bDGalp(1-4)bDGlcp(1-1)Cer
GM1,GM1a = bDGalp(1-3)bDGalNAc[aNeu5Ac(2-3)]bDGalp(1-4)bDGlcp(1-1)Cer
asialo-GM1,GA1 = bDGalp(1-3)bDGalpNAc(1-4)bDGalp(1-4)bDGlcp(1-1)Cer
asialo-GM2,GA2 = bDGalpNAc(1-4)bDGalp(1-4)bDGlcp(1-1)Cer
GM1b = aNeu5Ac(2-3)bDGalp(1-3)bDGalNAc(1-4)bDGalp(1-4)bDGlcp(1-1)Cer
GD3 = aNeu5Ac(2-8)aNeu5Ac(2-3)bDGalp(1-4)bDGlcp(1-1)Cer
GD2 = bDGalpNAc(1-4)[aNeu5Ac(2-8)aNeu5Ac(2-3)]bDGalp(1-4)bDGlcp(1-1)Cer
GD1a = aNeu5Ac(2-3)bDGalp(1-3)bDGalNAc(1-4)[aNeu5Ac(2-3)]bDGalp(1-4)bDGlcp(1-1)Cer
GD1alpha = aNeu5Ac(2-3)bDGalp(1-3)bDGalNAc(1-4)[aNeu5Ac(2-6)]bDGalp(1-4)bDGlcp(1-1)Cer
GD1b = bDGalp(1-3)bDGalNAc(1-4)[aNeu5Ac(2-8)aNeu5Ac(2-3)]bDGalp(1-4)bDGlcp(1-1)Cer
GT1a = aNeu5Ac(2-8)aNeu5Ac(2-3)bDGalp(1-3)bDGalNAc
(1-4)[aNeu5Ac(2-3)]bDGalp(1-4)bDGlcp(1-1)Cer
GT1,GT1b = aNeu5Ac(2-3)bDGalp(1-3)bDGalNAc(1-4)[aNeu5Ac(2-8)aNeu5Ac(2-3)]bDGalp(1-4)bDGlcp(1-1)Cer
OAc-GT1b = aNeu5Ac(2-3)bDGalp(1-3)bDGalNAc(1-4)aXNeu5Ac9Ac(2-8)aNeu5Ac(2-3)]bDGalp(1-4)bDGlcp(1-1)Cer
GT1c = bDGalp(1-3)bDGalNAc(1-4)[aNeu5Ac(2-8)aNeu5Ac(2-8)aNeu5Ac(2-3)]bDGalp(1-4)bDGlcp(1-1)Cer
GT3 = aNeu5Ac(2-8)aNeu5Ac(2-8)aNeu5Ac(2-3)bDGal(1-4)bDGlc(1-1)Cer
GQ1b = aNeu5Ac(2-8)aNeu5Ac(2-3)bDGalp(1-3)bDGalNAc(1-4)[aNeu5Ac(2-8)aNeu5Ac(2-3)]bDGalp(1-4)bDGlcp(1-1)Cer
GGal = aNeu5Ac(2-3)bDGalp(1-1)Cer
حيث:
aNeu5Ac = 5-acetyl-alpha-neuraminic acid
aNeu5Ac9Ac = 5,9-diacetyl-alpha-neuraminic acid
bDGalp = beta-D-galactopyranose
bDGalpNAc = N-acetyl-beta-D-galactopyranose
bDGlcp = beta-D-glucopyranose
Cer = ceramide (general N-acylated sphingoid)

## علم الأمراض المتعلق بالغانغليوزيدات
يتم تصنيع وإحلال الغانغليوزيدات بشكل مستمر في الخلايا. حيث أنها تتحلل إلى سيراميدات عن طريق إزالة متتابعة من وحدات السكر في مجموعة السكريات قليلة التعدد، محفزة من قبل مجموعة من الإنزيمات الليزوزومية محددة للغاية.
تؤدي الطفرات في ترميز الجينات لهذه الإنزيمات إلى تراكم أجزاء محللة من الغانغليوزيدات في الليزوزومات، مما يؤدي إلى مجموعة من الأمراض تسمى غانغليوزيدوسيس. على سبيل المثال، مرض تاي-ساشس المميت ينشأ عن عيب وراثي يؤدي إلى عدم وجود هيكسوسامينيداز A فعالة، مما يسبب تراكم GM2 في الليزوزومات. مما يؤدي في نهاية المطاف إلى انتفاخ خلايا العقدة في الجهاز العصبي بشكل كبير، مما يزعج الوظائف الطبيعية للخلايا العصبية.  

ملخص يوضح مسببات سفينغوليبيدوسيس، بما في ذلك غانغليوزيدات.

وتشارك الغانغليوزيدات أيضا في عدة أمراض:
- الأنفلونزا، حيث يستغل الهيماجلوتينين من فيروس الإنفلونزا بعض الغانغليوزيدات لدخول وإصابة الخلايا التي تعبر عنها.
- متلازمة غيلان-باريه، التي كانت مرتبطة بإنتاج الأجسام المضادة للغانغليوزيدات.
- الكوليرا.
- الكزاز.
- التسمم الوشيقي.
- الجذام.
- السمنة، حيث أن الإنتاج الغير كاف من الغانغليوزيدات في العصبونات العصبية المتوسطة القبلية يلغي الليبتين العصبي  وإشارات الأنسولين.